# Kurimka
Kurimka este o comună slovacă, aflată în districtul Svidník din regiunea Prešov. Localitatea se află la altitudinea de 321 m deasupra n.m., se întinde pe o suprafață de 12,46 km2 și în 2017 număra 392 de locuitori.

## Istoric
Localitatea Kurimka este atestată documentar din 1548.

## Demografie
| An:                | 1994 | 2004   | 2014   | 2024   |
| ------------------ | ---- | ------ | ------ | ------ |
| Număr de persoane: | 398  | 385    | 381    | 362    |
| Diferență:         |      | −3,26% | −1,03% | −4,98% |

| An:                | 2023 | 2024   |
| ------------------ | ---- | ------ |
| Număr de persoane: | 365  | 362    |
| Diferență:         |      | −0,82% |